# Serie Final de la Liga de Béisbol Profesional de la República Dominicana 2013-14
La Serie Final de la Liga de Béisbol Profesional de la República Dominicana 2013-14, se disputó entre el 20 y 28 de enero del 2014, entre los Tigres del Licey y los Leones del Escogido, resultando campeones los Tigres en ocho juegos.
Esta fue la octava ocasión en la que los "eternos rivales" se enfrentaron en una final, serie que dominan los Tigres 6 a 2. Los bengaleses se coronaron en las temporadas 1951, 1958-59, 1970-71, 1990-91, 1998-99 y esta, 2013-14, mientras que los melenudos se han coronado en las temporadas 1956-57 y 1988-89.
Los Tigres del Licey disputaron su trigésima tercera serie final y primera desde la temporada 2008-09; mientras que los Leones del Escogido disputaron su vigésima octava serie final y tercera consecutiva (2011-12 y 2012-13).

## Trayectoria hasta la Serie Final
Estos son los resultados de ambos equipos desde el comienzo de la temporada:
| Equipo              | Serie regular        | Round Robin          |
| ------------------- | -------------------- | -------------------- |
| Leones del Escogido | 31-19 (primer lugar) | 11-7 (primer lugar)  |
| Tigres del Licey    | 29-21 (tercer lugar) | 10-9 (segundo lugar) |

## Desarrollo

### Juego 1
| Equipo | 1 | 2 | 3 | 4 | 5 | 6 | 7 | 8 | 9 | C | H | E |
| ------ | - | - | - | - | - | - | - | - | - | - | - | - |
| Tigres | 1 | 0 | 0 | 1 | 0 | 0 | 0 | 0 | 0 | 2 | 8 | 0 |
| Leones | 0 | 1 | 0 | 0 | 0 | 0 | 0 | 0 | 0 | 1 | 5 | 2 |

LG: Mitch Atkins (1-0)  LP: Elih Villanueva (0-1)  SV: Juan Carlos Cruz (1)  

- Box score

### Juego 2
| Equipo | 1 | 2 | 3 | 4 | 5 | 6 | 7 | 8 | 9 | C | H  | E |
| ------ | - | - | - | - | - | - | - | - | - | - | -- | - |
| Leones | 1 | 0 | 0 | 0 | 0 | 0 | 0 | 0 | 0 | 1 | 4  | 0 |
| Tigres | 2 | 0 | 0 | 3 | 0 | 0 | 0 | 0 | X | 5 | 10 | 0 |

LG: Yunesky Maya (1-0)  LP: Edward Valdez (0-1)  
HRs:  LE – Gregory Polanco (1)  TL – Juan Francisco (1)
- Box score

### Juego 3
| Equipo | 1 | 2 | 3 | 4 | 5 | 6 | 7 | 8 | 9 | C | H | E |
| ------ | - | - | - | - | - | - | - | - | - | - | - | - |
| Tigres | 0 | 0 | 0 | 0 | 0 | 0 | 0 | 0 | 1 | 1 | 5 | 0 |
| Leones | 0 | 0 | 0 | 0 | 0 | 0 | 0 | 0 | 0 | 0 | 6 | 0 |

LG: Juan Cedeño (1-0)  LP: Fernando Rodney (0-1)  SV: Juan Carlos Cruz (2)  

- Box score

### Juego 4
| Equipo | 1 | 2 | 3 | 4 | 5 | 6 | 7 | 8 | 9 | C | H  | E |
| ------ | - | - | - | - | - | - | - | - | - | - | -- | - |
| Leones | 3 | 0 | 2 | 0 | 0 | 1 | 0 | 0 | 0 | 6 | 7  | 0 |
| Tigres | 0 | 1 | 0 | 0 | 0 | 1 | 2 | 1 | 0 | 5 | 12 | 2 |

LG: Evan MacLane (1-0)  LP: Francisley Bueno (0-1)  SV: José Valdez (1)  
HRs:  LE – Carlos Santana (1)  TL – Juan Francisco (2)
- Box score

### Juego 5
| Equipo | 1 | 2 | 3 | 4 | 5 | 6 | 7 | 8 | 9 | C | H  | E |
| ------ | - | - | - | - | - | - | - | - | - | - | -- | - |
| Tigres | 0 | 0 | 0 | 0 | 0 | 0 | 0 | 0 | 0 | 0 | 3  | 3 |
| Leones | 3 | 1 | 0 | 0 | 0 | 0 | 3 | 1 | X | 8 | 12 | 1 |

LG: Jon Leicester (1-0)  LP: Héctor Noesí (0-1)  

- Box score

### Juego 6
| Equipo | 1 | 2 | 3 | 4 | 5 | 6 | 7 | 8 | 9 | C | H  | E |
| ------ | - | - | - | - | - | - | - | - | - | - | -- | - |
| Leones | 4 | 2 | 0 | 0 | 0 | 0 | 0 | 1 | 2 | 9 | 10 | 1 |
| Tigres | 0 | 2 | 0 | 1 | 0 | 2 | 1 | 0 | 0 | 6 | 9  | 7 |

LG: Zack Segovia (1-0)  LP: Víctor Marte (0-1)  SV: José Valdez (2)  
HRs:  TL – Lew Ford 2 (2)
- Box score

### Juego 7
| Equipo | 1 | 2 | 3 | 4 | 5 | 6 | 7 | 8 | 9 | C | H  | E |
| ------ | - | - | - | - | - | - | - | - | - | - | -- | - |
| Tigres | 0 | 0 | 0 | 1 | 0 | 0 | 0 | 2 | 0 | 3 | 7  | 1 |
| Leones | 0 | 0 | 0 | 0 | 1 | 0 | 0 | 0 | 0 | 1 | 10 | 1 |

LG: Jairo Asencio (1-0)  LP: Claudio Galvá (0-1)  SV: Juan Carlos Cruz (3)  
HRs:  LE – Jordan Lennerton (1)
- Box score

### Juego 8
| Equipo | 1 | 2 | 3 | 4 | 5 | 6 | 7 | 8 | 9 | C | H | E |
| ------ | - | - | - | - | - | - | - | - | - | - | - | - |
| Leones | 1 | 0 | 0 | 1 | 0 | 0 | 0 | 0 | 0 | 2 | 9 | 1 |
| Tigres | 0 | 1 | 0 | 0 | 1 | 0 | 1 | 0 | X | 3 | 4 | 0 |

LG: Víctor Marte (1-1)  LP: Armando Rodríguez (0-1)  SV: Juan Carlos Cruz (4)  
HRs:  TL – René Rivera (1)
- Box score

### Box score completo
Serie Final de la LIDOM 2013-14 (5-3): Los Tigres del Licey vencen a los Leones del Escogido.
| Equipo              | 1  | 2 | 3 | 4 | 5 | 6 | 7 | 8 | 9 | C  | H  | E  |
| ------------------- | -- | - | - | - | - | - | - | - | - | -- | -- | -- |
| Tigres del Licey    | 3  | 4 | 0 | 6 | 1 | 3 | 4 | 3 | 1 | 25 | 58 | 13 |
| Leones del Escogido | 12 | 4 | 2 | 1 | 1 | 1 | 3 | 2 | 2 | 28 | 63 | 6  |

HRs:  TL – Juan Francisco (2), Lew Ford (2), René Rivera (1)  LE – Carlos Santana (1), Gregory Polanco (1), Jordan Lennerton (1)